# Mobile Suit Gundam SEED C.E. 73: Stargazer
Mobile Suit Gundam SEED C.E. 73: Stargazer (機動戦士ガンダム·シード C.E.73 スターゲイザー?, Kidō Senshi Gandamu SEED C.E. 73: Sutāgeizā) è un ONA in tre episodi prodotto dalla Sunrise nel 2006, spin off della serie televisiva Mobile Suit Gundam SEED Destiny, ambientato nella linea temporale della Cosmic Era della metaserie Gundam.

## Generalità
Si tratta del primo ONA prodotto nell'ambito della saga di Gundam, trasmesso in streaming su Bandai Channel a partire dal 14 luglio 2006, un episodio al mese per tre mesi, anche se il primo episodio fu presentato in anteprima il 7 luglio all'Akiba 3D Theater del Tokyo Anime Center. Dopo la trasmissione via web, il 24 novembre la mini serie fu pubblicata in DVD insieme con due cortometraggi di 5 minuti su un'altra side story, Mobile Suit Gundam SEED Astray. L'edizione home video contiene anche un diverso finale ed alcune scene inedite.

## Trama
La storia si svolge subito dopo l'Operazione Break the World. Uno ZGMF-1017 GINN attacca una città dove si trovano i ricercatori coordinator del DSSD Selene McGriff ed Edmond Du Clos, causando ingenti danni finché non viene fermato da un carro armato guidato da Edmond, che rimane mortalmente ferito. Esaminando i resti del GINN si scopre che a pilotarlo era un gruppetto di bambini(Non è chiaro però se hanno perso la vita nell'attacco finale o hanno solo perso i sensi) in cerca di vendetta. Intanto Selene ed un altro membro del DSSD, Sol Ryuune L'ange, escono nello spazio mentre la Phantom Pain schiera i suoi piloti per combattere dei mobile suit della ZAFT che stanno attaccando una base dell'Alleanza Terrestre. Sven Cal Bayan, un pilota natural viene quindi inviato con la sua squadra a distruggere un campo profughi di coordinator in cui si sospetta si nascondano dei terroristi. Sven ha degli improvvisi flashback del suo addestramento militare e del condizionamento mentale subito da piccolo, ma ad ogni modo procede con la missione e rade al suolo il campo senza esitazione. In un'altra battaglia, mentre difende il trasporto terrestre delle forze dell'Alleanza Terrestre, Bonaparte, Mudie Holcroft muore in combattimento contro le truppe di ZAFT. Frattanto, nello spazio Selene collauda il nuovo GSX-401FW Stargazer dotato di sistema di propulsione Voiture Lumiere ed AI. La Phantom Pain attacca la stazione del DSSD per rubare i dati della AI dello Stargazer, e nell'assalto muoiono molti uomini del DSSD ed il pilota di Verde Buster Shams Couza. Per contrattaccare, Selene e Sol si lanciano allora con lo Stargazer ed impiegano le sue armi per distruggere diversi mobile suit nemici. Alla deriva nello spazio, Selene riesce a catturare lo Strike Noir ed usa il sistema di propulsione dello Stargazer per lanciarsi insieme al mezzo nemico verso Venere. Sven e Selene si ritrovano così faccia a faccia ed iniziano il loro lungo viaggio verso casa. Per aumentare l'assorbimento di ossigeno nel sangue i due assumono uno speciale farmaco che li riduce in uno stato di coma in cui possono sopravvivere per 27 giorni. Sol, però, ritroverà lo Stargazer solo dopo 27 giorni e 21 ore.